# Pavel Pitra
Pavel Pitra, né le 25 juin 1988 à Prague (Tchécoslovaquie), est un escrimeur tchèque.

## Biographie
Il a fait ses débuts sur le circuit international en 2006, obtenant des résultats modestes jusqu'à percer durant la coupe du monde 2014-2015, au terme de laquelle il monte au neuvième rang mondial à la faveur de deux podiums (à Vancouver et Budapest).
Néanmoins, ses résultats chutent pendant la saison 2015-2016. Il est remplacé par le vétéran Jiří Beran pour représenter la République tchèque au tournoi de qualification olympique des Jeux olympiques d'été de 2016 et par conséquent, n'est pas qualifié pour ces Jeux.
En juin 2017, il décroche une médaille de bronze par équipes aux championnats d'Europe de Tbilissi.

## Palmarès
- Championnats d'Europe d'escrime
  -  Médaille de bronze par équipes aux championnats d'Europe d'escrime 2017 à Tbilissi

## Classement en fin de saison
| Année | 2006 | 2007 | 2008 | 2009 | 2010 | 2011 | 2012 | 2013 | 2014 | 2015 | 2016 |
| ----- | ---- | ---- | ---- | ---- | ---- | ---- | ---- | ---- | ---- | ---- | ---- |
| Rang  | 809  | 272  | 786  | 306  | 170  | 135  | 200  | 772  | 86   | 9    | 47   |